# Valverde (Viseu)
Valverde es una aldea portuguesa situada en la freguesía de Canas de Santa Maria, del municipio de Tondela y distrito de Viseo.